# ناتالی مرالس
ناتالی مرالس (انگلیسی: Natalie Morales؛ زادهٔ ۶ ژوئن ۱۹۷۲) روزنامه‌نگار اهل ایالات متحده آمریکا است. وی از سال ۱۹۹۴ میلادی تاکنون مشغول فعالیت بوده‌است.
از فیلم‌ها یا برنامه‌های تلویزیونی که وی در آن نقش داشته‌است می‌توان به آوازخوان حرفهای ۲، نبرد دو جنس اشاره کرد. او همچنین مجری در مسابقه دوشیزه جهان هم بوده است.